# 金剛三昧経
『金剛三昧経』（こんごうざんまいきょう）は、1巻全8品の小規模の経で、大正新脩大蔵経第9巻「法華部・華厳部」に収蔵されている。初期の大蔵経から法華部に入蔵されているが、序品に「一味真実無相無生決定実際本覚利行」なる大乗経名があり、その教説を説くものとして法華部に分類されてきた。漢訳者は北涼の人物であるが名は失われたとしている。『綜理衆経目録』（道安録、東晋）には涼土異経として『金剛三昧経』を挙げているが、大蔵経に収められた現存する『金剛三昧経』とは明らかに違うものだ、ということは多く言及されてきた。文字章句が純正の翻訳経らしく、その教理内容も仏教の基本的教説と矛盾しなかったため、中国撰述であることに気付かれず、経録等でも偽経に分類されることがなかった。現代に至り、曹洞宗の学僧水野弘元が1955年に発表した論文によって偽経であることが論証された。そこでは、『金剛三昧経』は唐代初期に中国で撰述された偽経だと推論している。

## 概要
水野弘元によれば『金剛三昧経』は唐代初期（649-665年頃）に中国で撰述されたものであり、その内容には仏教の特徴をなす多くの教理が含まれ、単独の経というよりは一つの哲学的な論書である。それは哲学的経典としての如来蔵系諸経典（如来蔵経、不増不減経、勝鬘経など）、大乗涅槃経、解深密経、楞伽経等の中期以後の諸大乗経に類似している。その「入實際品第五」に説かれる二入論の思想は菩提達摩の二入四行論から影響をうけたもの、とされている。結論として、この経には「南北朝から隋代当たりの中国で問題となったほとんどすべての教理学説が網羅されている」とし、そのため『総持品第八』にこの経の別名として「攝大乗経」を挙げているのだと述べている。新羅の元暁による『略疏金剛三昧経論』が残存すること、取り上げられている教説に玄奘の新訳の用語が見られることから、649年から665年の十数年間に偽作されたと結論付けている。
その後、1976年に真宗大谷派の学僧である木村宣彰は『金剛三昧経』の内容を分析し、様々な教理や逸話が盛り込まれていることを明らかにし、異説の統合融会を特色とする新羅仏教界の必要性に基づいて「新羅の大安や元暁の周辺の人々によって作られたもの」と推定している。

## 原文
- 大正新脩大蔵経 巻9 法華部・華厳部『金剛三昧經』北涼失譯人名 [11]

## 注・出典
1. ↑  「爾の時尊者大衆に囲遶され、諸大衆の為に一味真実無相無生決定実際本覚利行と名づくる大乗経を説けり。若し是の経を聞き、乃至一四句の偈を受持すれば、是の人、則ち仏智地に入るを為し、能く方便を以て衆生を教化し、一切衆生の為に大知識と作らん。佛此の經を説き已りて、結加趺坐し、即ち金剛三昧に入り、身心不動なり。」（爾時尊者大衆圍遶。爲諸大衆説大乘經。名一味眞實無相無生決定實際本覺利行。若聞是經。乃至受持一四句偈。是人則爲入佛智地。能以方便教化衆生。爲一切衆生作大知識。佛説此經已。結加趺坐。即入金剛三昧。身心不動。 金剛三昧経序品第一）SATデータベース T0273_.09.0366a06 - 0366a11
2. ↑  経の冒頭に「金剛三昧經序品第一 北涼失譯人名」とある：SATデータベース（T0273_.09.0365c26 - 0374b28）
3. ↑  木村宣彰『金剛三昧経について』 大谷学報  54(3) 65-67 1974-12 pdf
4. ↑  佚書であるが、出三蔵記集（僧祐録、 梁）の巻二から巻五までは道安録に基づいている。
5. ↑  水野弘元『菩提達摩の二入四行説と金剛三昧經』印度學佛教學研究 3巻 2号 1955年 p.621-626 pdf p.625-626。同『僞作の法句經について』駒澤大学仏教学部研究紀要19 1961年 p.11-33 pdf p.13-14
6. ↑  高崎直道『不増不滅経の如来蔵説』駒澤大學佛敎學部硏究紀要 23 88-107, 1965-03 pdf
7. ↑  理入と行入の説。
8. ↑  『菩提達摩の二入四行説と金剛三昧經』 p.622下–623上、626上
9. ↑  若有衆生持是經者。則於一切經中無所悕求。是經典法。總持衆法。攝諸經要。是諸經法。法之繋宗。是經名者。名攝大乘經。又名金剛三昧。又名無量義宗。若有人受持是經典者。即名受持百千諸佛如是功徳。（SATデータベース T0273_.09.0374a26 - 0374b01）
10. ↑  石井公成『「金剛三昧経」の成立事情』 印度學佛教學研究 1998年 46巻 2号 p.31-36 pdf
11. ↑   SATデータベース（T0273_.09.0366a06 - 0374b28）